# Iberojet
Iberojet es una empresa de turismo española, que forma parte del grupo turístico Ávoris Corporación Empresarial.

## Historia
Iberojet fue fundada en 1973 como empresa mayorista de viajes, en 2015 la marca fue adquirida por Ávoris y actualmente es su agencia de viajes en línea para la distribución de producto propio.
Durante la primera parte de su historia, los servicios clave de la compañía fueron las vacaciones dentro de España, incluyendo las Islas Baleares y Canarias; el resto de Europa y el mar Mediterráneo, incluyendo las principales capitales y circuitos turísticos; el Caribe (región), incluyendo República Dominicana, México y Jamaica; Norte de África, incluyendo Túnez, Marruecos y Egipto, y también Brasil en Sudamérica. En particular, la compañía fue la primera en ofrecer vuelos directos desde España a destinos como la India, Jamaica, Corfú, Chipre y Zanzíbar. Durante un corto período de tiempo, la compañía también operó una flota de Crucero (buque de pasajeros), un servicio que finalizó tras la compra de Ibero Cruceros por parte de Carnival Corporation & plc.
En la actualidad, Iberojet comercializa viajes de larga distancia en los cinco continentes, así como circuitos en Europa y resto del mundo, además de paquetes turísticos al Caribe (República Dominicana, Cancún, Cuba y Jamaica) y Mauricio, Kenia y Zanzíbar en vuelos directos con Iberojet (aerolínea), compañía aérea de Ávoris.